# هيثم جبارة
هيثم جبارة من مواليد 1964 هو مصارع عراقي. تنافس في سباق المصارعة الرومانية 74 كغم في أولمبياد صيف 1988.

## روابط خارجية
- هيثم جبارة على موقع أوليمبيديا (الإنجليزية)